# Console numérique
 (signalé en juin 2025).
Si vous disposez d'ouvrages ou d'articles de référence ou si vous connaissez des sites web de qualité traitant du thème abordé ici, merci de compléter l'article en donnant les références utiles à sa vérifiabilité et en les liant à la section « Notes et références ».
- Archive Wikiwix
- Bing
- Cairn
- DuckDuckGo
- E. Universalis
- Gallica
- Google
- G. Books
- G. News
- G. Scholar
- Persée
- Qwant
- (zh) Baidu
- (ru) Yandex
- (wd) trouver des œuvres sur Wikidata

En production audiovisuelle et musicale, une console de mixage numérique est un type de console de mixage qui convertit des signaux sonores analogiques en échantillons numériques, ou qui reçoit directement des signaux en provenance de sources numériques, et permet ensuite de les traiter et les mélanger (« mixer »).

## Historique
Les services de recherche de la BBC associés au fabricant de consoles Neve produisent une des premières consoles numériques.[Quand ?] Ce prototype donnera naissance à la Capricorn, commercialisée par Neve.

## Description

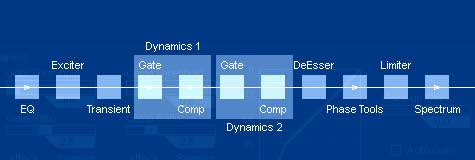
Briques de traitement. les carrés avec un petit triangle sont actifs, les autres sont désactivés. L'ordre des « briques » est modifiable par l'utilisateur.

Pour une console numérique, outre le nombre d'entrées/sorties, les capacités de traitement du signal sont directement liées à la puissance de calcul du ou des processeurs, qui permettent d'appliquer et modifier directement de nombreux types de traitements (égalisation, effets, compression, etc.) autrefois dévolus en tout ou partie à des modules externes spécialisés.
Comme pour les consoles analogiques, il existe une grande variété de modèles et d'options :
- Nombre d'entrées (analogiques et numériques), qualité et nombre de convertisseurs analogique-numérique et numérique-analogique ;
- capacité de traitement numérique (puissance de calcul) ;
- types et quantité d'effets disponibles ;
- interfaces de communication avec d'autres matériels informatiques via des protocoles variés et évolutifs : MIDI, timecode, USB, FireWire Ethernet, Thunderbolt... ;
- entrées-sorties numériques : S/PDIF, AES/EBU, MADI, etc.

Les premières stations audio-numériques (ou DAW), nées dans les années 1990, viennent concurrencer les systèmes de production audio traditionnels au milieu des années 2000 et finissent par imiter l'ergonomie des consoles analogiques quand apparaissent les premières surfaces de contrôle. Certaines consoles numériques sont en retour dotées de protocoles de communication similaires : apparaissent ainsi des consoles numériques hybrides, pouvant être utilisées comme consoles de mélange, surfaces de contrôle, ou encore les deux simultanément.
Au fil de l'évolution des technologies, on passe du mixage stéréo à la prise en charge du son multicanal sur certains modèles professionnels.